# Svay Rieng
Svay Rieng es la capital de la provincia de Svay Rieng, Camboya, situada a 125 kilómetros de Nom Pen y a 60 km de la ciudad de Ho Chi Minh. La ciudad se subdivide en 4 khums y 18 phums.
La ciudad ha aprovechado su proximidad a la frontera vietnamita -el puesto de aduanas de Bavet está a sólo 43 km de distancia- para convertirse en una parada importante en la ruta Nacional 1 que conecta la capital camboyana con la ciudad de Ho Chi Minh y es la carretera más congestionada de toda Camboya. También es popular entre los viajeros por las zonas de relajación que ofrecen las marismas del serpenteante río Waiko.
La ciudad también alberga una universidad creada por un decreto del 27 de mayo de 2005 e inaugurada el 25 de enero de 2008. En 2013, proporcionó a unos 1.800 estudiantes educación en una docena de campos, que van desdela economía ala agronomía hasta el desarrollo rural.